# Piaristické náměstí
Piaristické náměstí (lidově Frajťák) se nachází v historickém centru Českých Budějovic na místě bývalého hřbitova, asi 100 metrů severozápadně od náměstí Přemysla Otakara II., ze kterého k němu vede Piaristická ulice. Z jihu je náměstí ohraničeno dominikánským klášterem s kostelem Obětování Panny Marie (nejstarší a historicky nejcennější budovou města, založenou spolu s městem v roce 1265). Na západní straně náměstí je na klášter navazující polygonální bašta z 15. století, v níž je umístěna galerie, a solnice (zbrojnice), ve která byla v roce 2019 otevřena restaurace. Na severní straně Piaristické náměstí navazuje na Hroznovou ulici.

## Historie

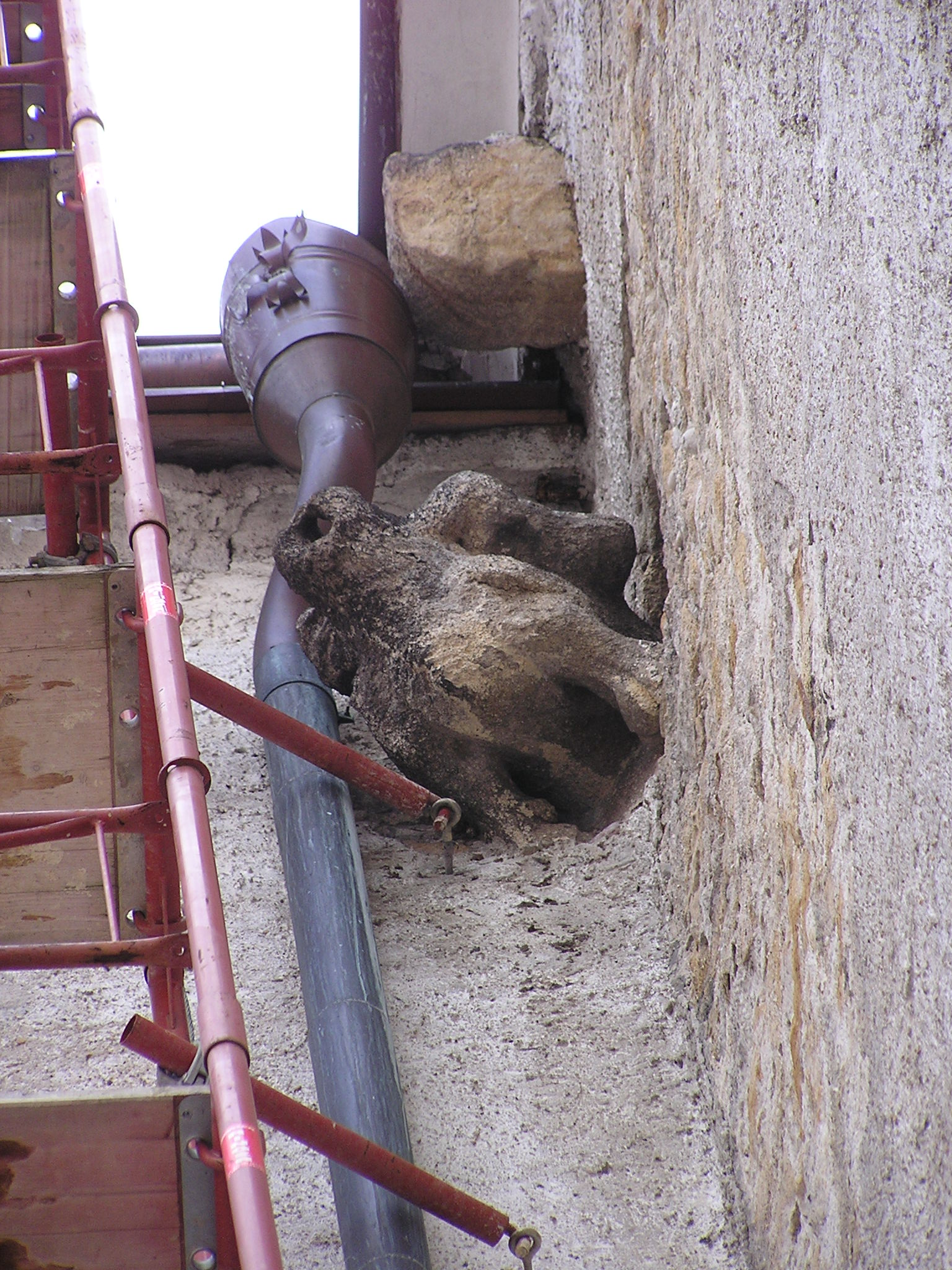
kamenný chrlič - drak označovaný jako žába

Při archeologickém průzkumu zde byly nalezeny artefakty z mladší doby bronzové, z pozdní doby laténské a z mladší doby hradištní; z doby založení města pochází zbytky obytného objektu, které byly nalezeny při archeologickém průzkumu solnice. Od konce 13. století do první poloviny 18. století zde byl hřbitov. Lidový název pro toto prostranství „Frajťák“ je odvozen od německého pojmenování hřbitova. Archeologickým průzkumem bylo zjištěno, že se zde pohřbívalo již před založením města, počínaje mladší dobou hradištní. V 2. polovině 18. století byla plocha bývalého hřbitova srovnána a okraje zrušeného hřbitova (směrem k České ulici a k Hroznové ulici) byly zastavěny. V souvislosti s přestěhováním piaristického gymnázia do bývalého dominikánského kláštera v roce 1785 se začal používat název Piaristické náměstí. Od 19. století se zde konají dvakrát týdně trhy. V roce 1952 zde byla režisérem Bořivojem Zemanem natočena úvodní scéna k filmu Pyšná princezna. Současné dláždění pochází z roku 1995 a na některých kamenech jsou motivy připomínající hřbitovní minulost tohoto místa. Na místě byly prováděny archeologické výzkumy zaměřené jednak na hřbitov, jednak na pozůstatky pravěkého osídlení, které zde byly zaznamenány.

## Budovy
- Dominikánský klášter
- Kostel Obětování Panny Marie
- Solnice (zbrojnice)
- Polygonální bašta

## Sochy
V průchodu k České ulici se nacházejí sousoší Nejsvětější Trojice a Ukřižování od Josefa Dietricha z let 1741–1742.

### Nejsvětější Trojice

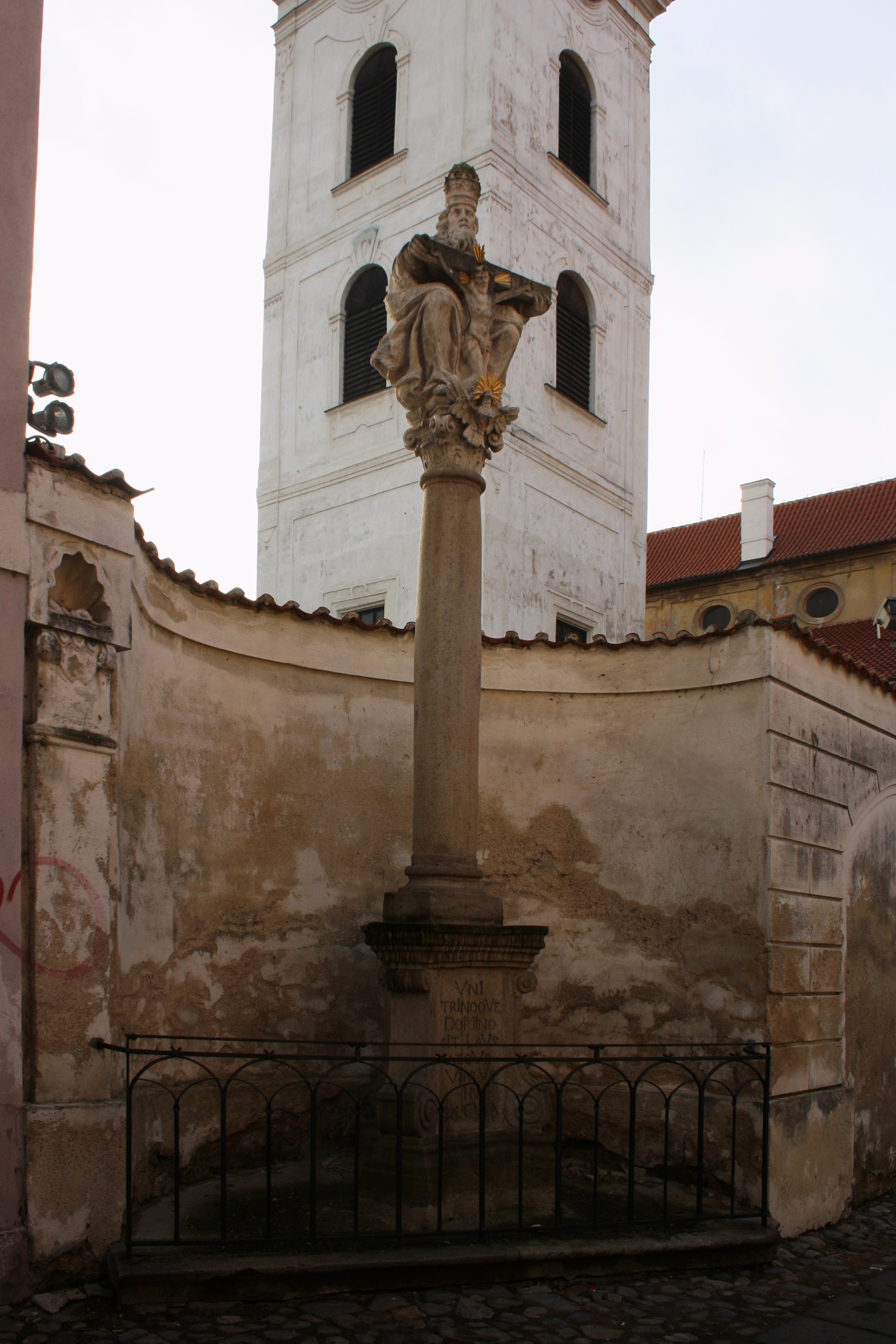
Sloup Nejsvětější Trojice

Sloup Nejsvětější Trojice stál původně uprostřed dnešního Piaristického náměstí (v době, kdy zde ještě byl hřbitov). Je zakončen korintskou hlavicí. Podstavec nese nápisy:
| vlevo                                          | uprostřed                                            | vpravo                                                         |
| ---------------------------------------------- | ---------------------------------------------------- | -------------------------------------------------------------- |
| PATRON ERASMVS JANI VND HELENA IANIN ANNO 1741 | VNI TRINOQVE DOMINO SIT LAVS ATQVE VIRTVS IN SAECVLA | AVF DIE HEILIGE DREYFAL TIGKEIT TRAVE VND BAVE ICH IN EWIGKEIT |

### Kalvárie

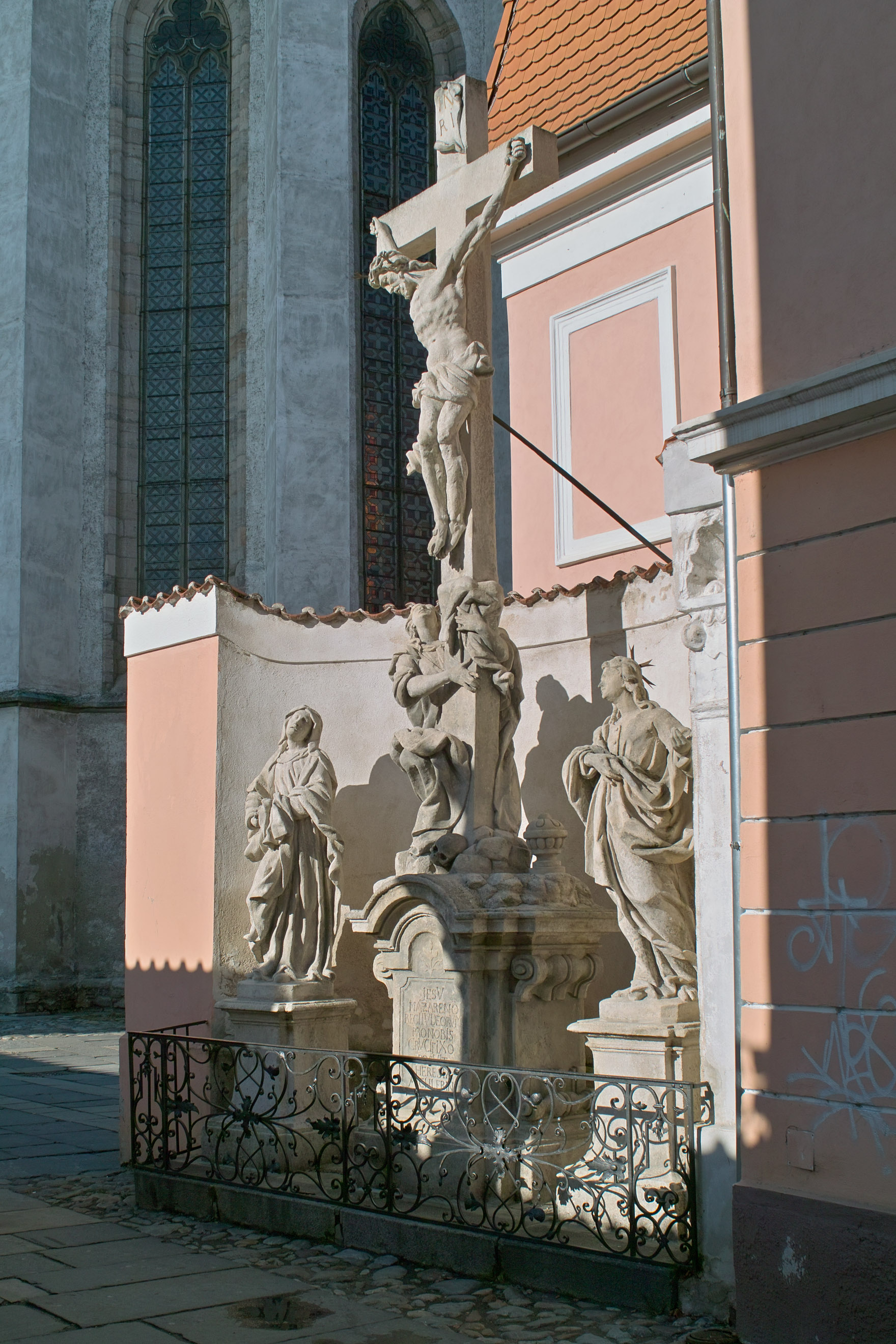
Sousoší Kalvárie

Patu kamenného krucifixu objímá lkající Marie Magdaléna, vlevo od ní stojí Panna Marie, vpravo svatý Jan Evangelista. Podstavec nese nápis:
| JESV NAZARENO REGI IVDEORVM PRO NOBIS CRVCIFIXO POSVIT HERESIA AICHLERIN |